# ティールタンカラ

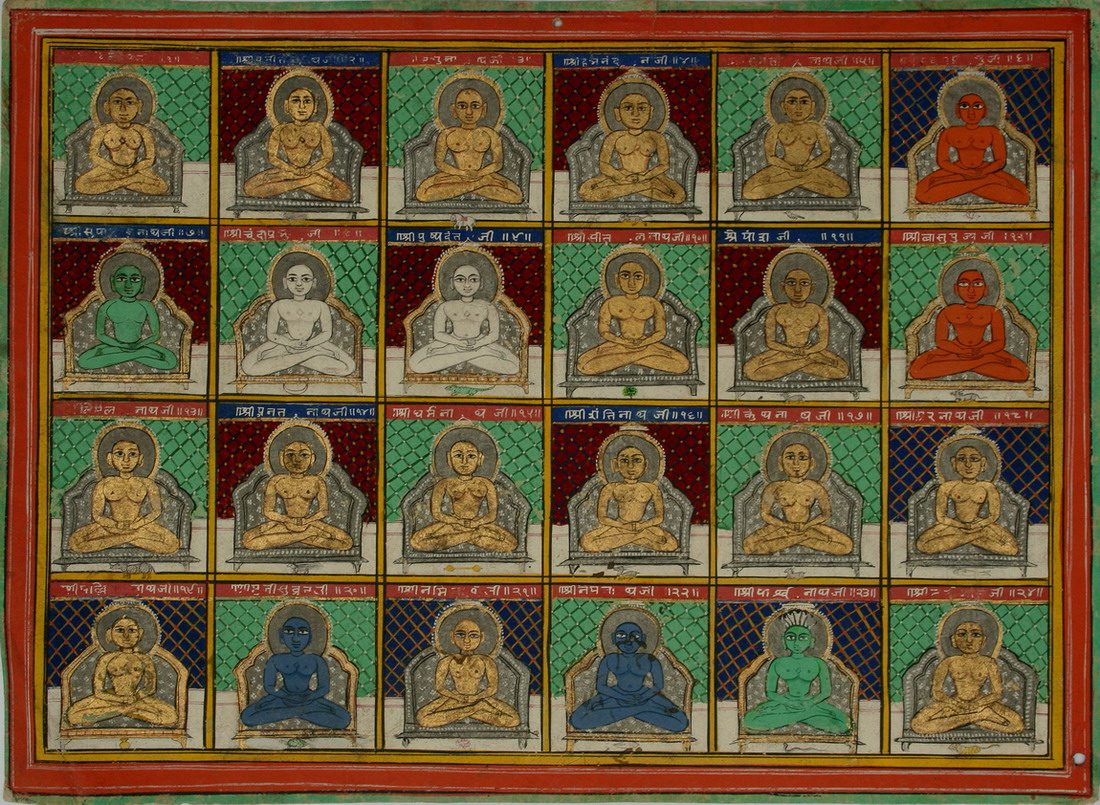
ティールタンカラの図（ジャイプル）

ティールタンカラ（サンスクリット: तीर्थंकर tīrthaṃkara）は、ジャイナ教の救済者・祖師。今の世界において24人のティールタンカラが出現し、その最後のひとりがヴァルダマーナ（マハーヴィーラ）であるとされる。

## 概要
ジャイナ教では、他のインドの思想と同様に、劫とよばれる循環する時間の単位を持つ。ひとつの劫には不幸の増す下降相（アヴァサルピニー）と幸福の増す上昇相（ウトサルピニー）があり、それぞれの時期が6つに分けられる。下降相には24人のティールタンカラが生まれるが、その最初のリシャバは下降第3期に生まれ、つづく下降第4期に残り23人のティールタンカラが生まれる。最後のティールタンカラであるヴァルダマーナの没後に下降第5期がはじまり、現在に続いている。同様に上昇相にも24人のティールタンカラが生まれるが、その最初のティールタンカラはパドマナーバという名前で、上昇第3期に生まれることになっている。
ティールタンカラに縁のある場所が聖地とされ、巡礼がなされる。ジャイナ教の寺院は通常24人のティールタンカラのうちの1人を本尊とし、また他のティールタンカラを祀る祀堂が附属する。

## ティールタンカラの一覧
ヴァルダマーナ以前の23人のティールタンカラの事績については『カルパ・スートラ』に記されているが、最初のリシャバ、22人目のネーミ、23人目のパールシュヴァ以外は極端に簡単な記述になっている。
各ティールタンカラを図像学上区別するための象徴物と色が決められている。
ヴァルダマーナのほかに23代目のパールシュヴァも実在の人物と考えられている。
|    | 名前             | 象徴物                   | 色   |
| -- | ---------------- | ------------------------ | ---- |
| 1  | リシャバ         | 牡牛                     | 金色 |
| 2  | アジタ           | 象                       | 金色 |
| 3  | シャンバヴァ     | 馬                       | 金色 |
| 4  | アビナンダナ     | 猿                       | 金色 |
| 5  | スマティ         | 青鷺                     | 金色 |
| 6  | パドマプラバ     | 蓮華                     | 赤   |
| 7  | スパールシュヴァ | 卍                       | 金色 |
| 8  | チャンドラプラバ | 月                       | 白   |
| 9  | スヴィディ       | マカラ                   | 白   |
| 10 | シータラ         | シュリーヴァトサ(en)     | 金色 |
| 11 | シュレーヤーンサ | 犀                       | 金色 |
| 12 | ヴァースプージヤ | 水牛                     | 赤   |
| 13 | ヴィマラ         | 猪                       | 金色 |
| 14 | アナンタ         | 鷹                       | 金色 |
| 15 | ダルマ           | 金剛杵                   | 金色 |
| 16 | シャーンティ     | 羚羊                     | 金色 |
| 17 | クントゥ         | 山羊                     | 金色 |
| 18 | アラ             | ナンディヤーヴァルタ(en) | 金色 |
| 19 | マッリ           | 水瓶                     | 青   |
| 20 | スヴラタ         | 亀                       | 黒   |
| 21 | ナミ             | 青蓮華                   | 金色 |
| 22 | ネーミ           | 法螺貝                   | 黒   |
| 23 | パールシュヴァ   | 蛇                       | 青   |
| 24 | ヴァルダマーナ   | 獅子                     | 金色 |